# Benagéber
Benagéber (valencianisch: Benaixeve) ist eine Gemeinde (municipio) mit 171 Einwohnern (Stand: 2024) in der spanischen Provinz Valencia. Sie befindet sich in der Comarca Los Serranos.

## Geografie
Benagéber liegt etwa 59 Kilometer westnordwestlich vom Stadtzentrum Valencias in einer Höhe von ca. 775 m. Der Turía wird hier zur Embalse de Benagéber aufgestaut. Südlich des Stausees liegt der Flugplatz Benagéber.

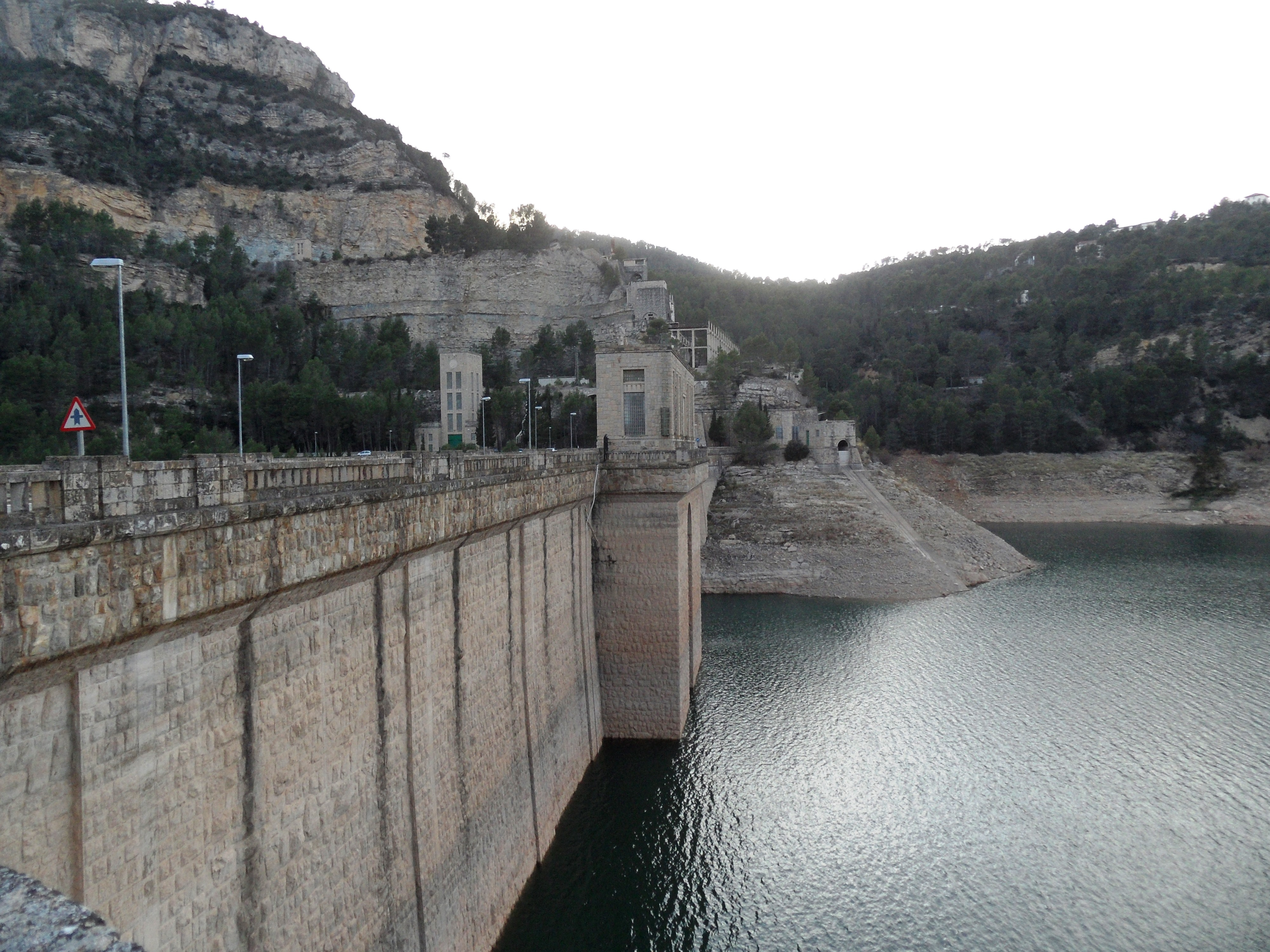
Stausee Benagéber

## Demografie
| 1900 | 1910 | 1920 | 1930 | 1940 | 1950 | 1960 | 1970 | 1981 | 1991 | 2001 | 2011 | 2021 |
| ---- | ---- | ---- | ---- | ---- | ---- | ---- | ---- | ---- | ---- | ---- | ---- | ---- |
| 636  | 656  | 685  | 564  | 746  | 1401 | 517  | 426  | 135  | 121  | 183  | 167  | 184  |

## Sehenswürdigkeiten
- Kirche der Unbefleckten Empfängnis (Iglesia de Inmaculada Concepción)
- Marienkirche
- Isidorkapelle
- Rathaus

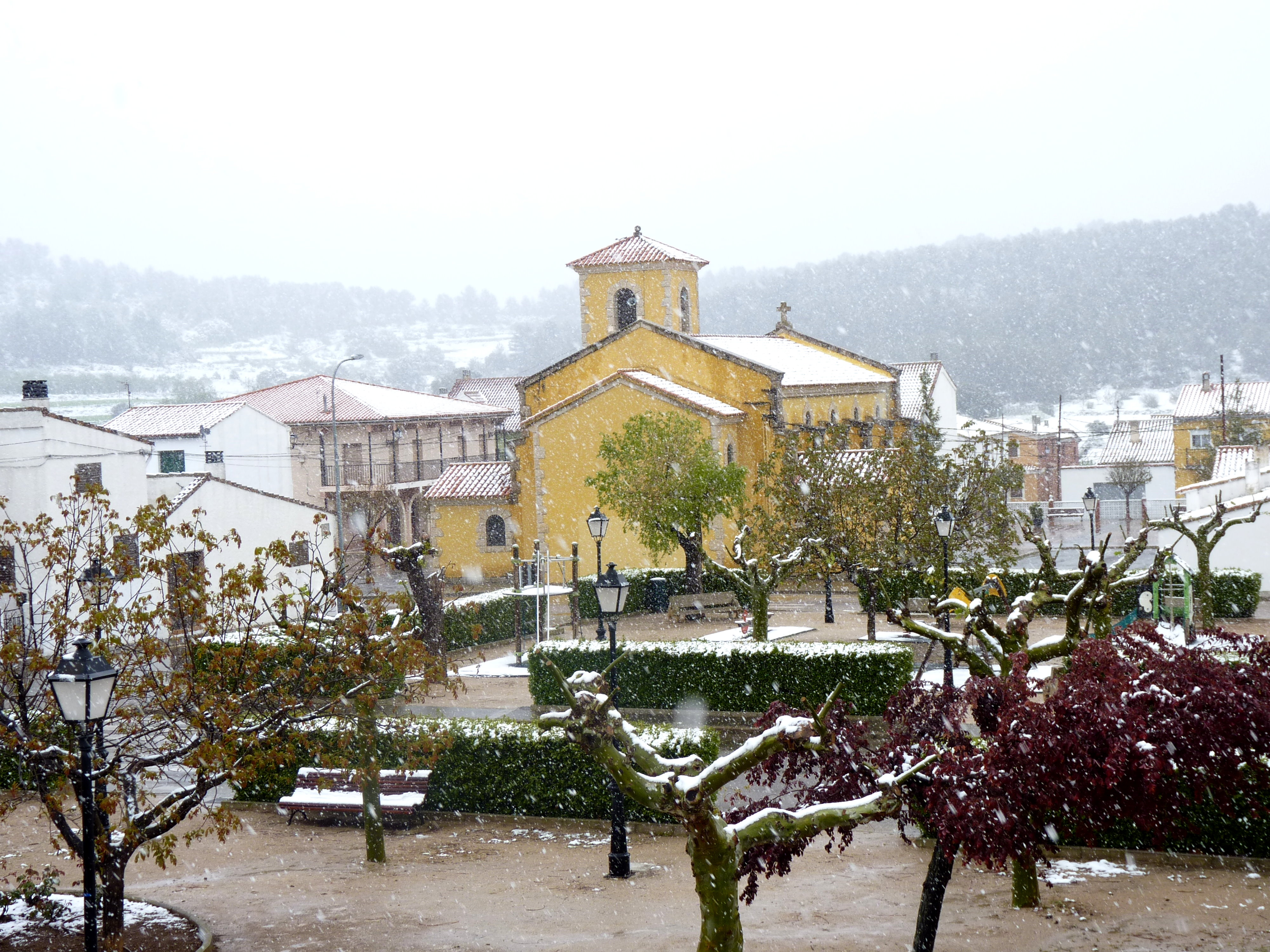
Kirche der Unbefleckten Empfängnis
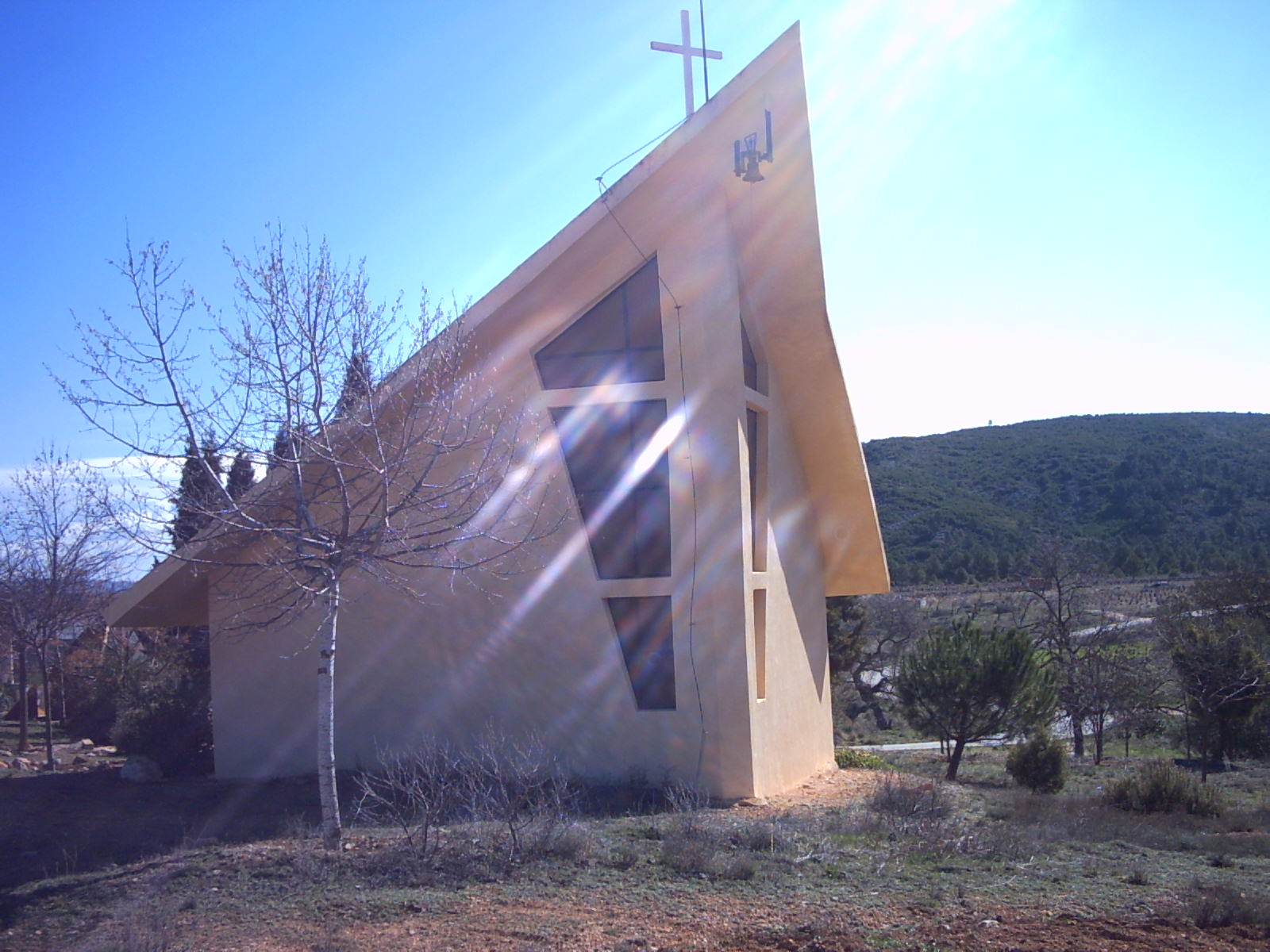
Isidorkapelle
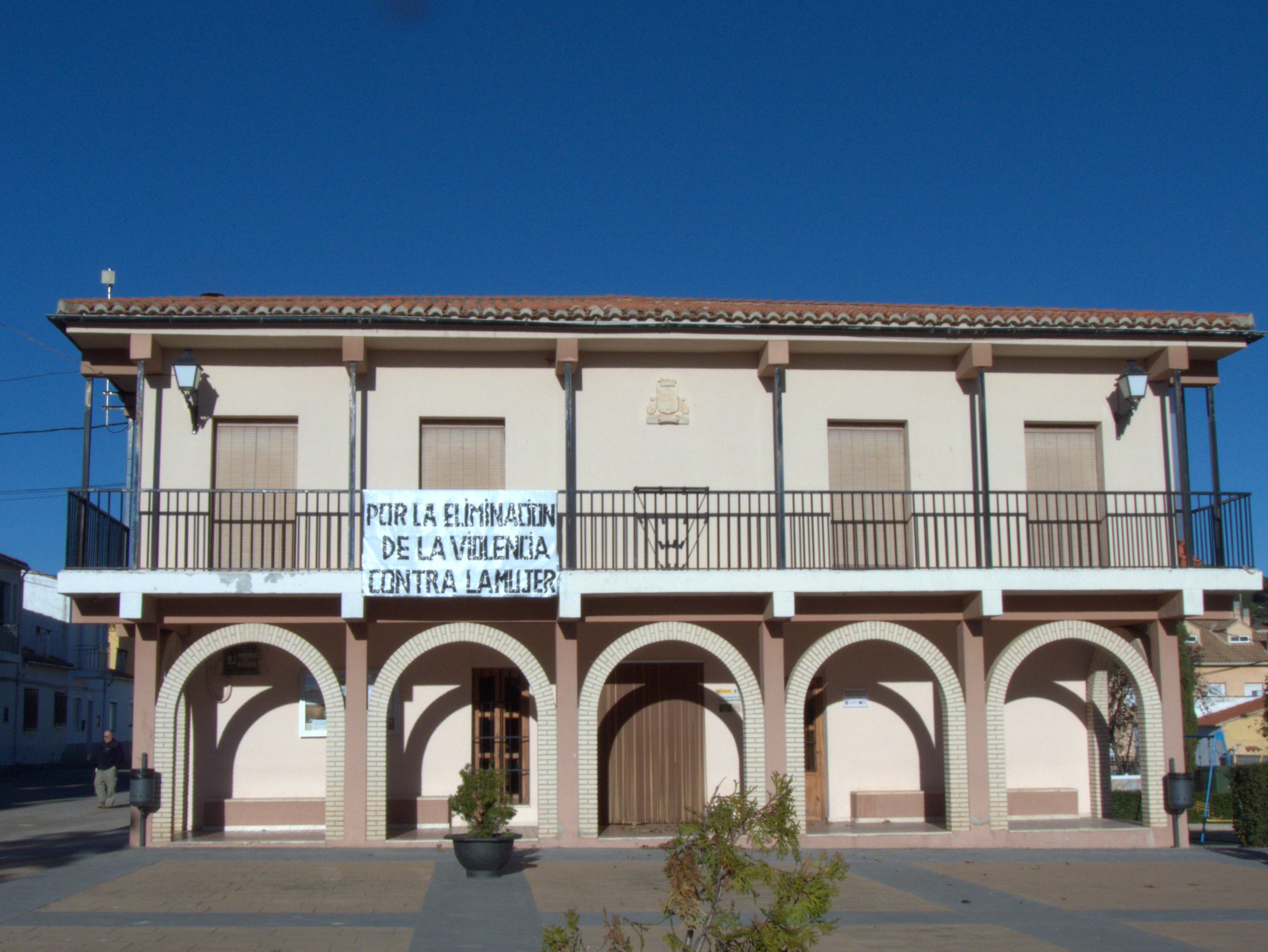
Rathaus